# Glomeris humbertiana
Glomeris humbertiana är en mångfotingart som beskrevs av Henri Saussure 1893. Glomeris humbertiana ingår i släktet Glomeris och familjen klotdubbelfotingar. Inga underarter finns listade i Catalogue of Life.